# NightCry
NightCry (ранее известна как Project Scissors) — видеоигра в жанре survival horror, разработанная Nude Maker и изданная Playism для Microsoft Windows. Запланированные ранее версии для Android, iOS и PlayStation Vita были отменены. Руководителем и сценаристом выступил Хифуми Коно, создатель серии Clock Tower. Одним из дизайнеров выступил Масахиро Ито, ранее работавший над серией Silent Hill.
События игры происходят на круизном лайнере. На корабле происходит череда жестоких убийств, устроенных таинственным существом, известным как Scissorwalker. Героям предстоит разобраться в происходящем до того, как монстр найдет и убьет их. Игра использует point-and-click-управление, как было в первых играх серии Clock Tower. Игроку необходимо искать предметы и решать головоломки, а также убегать от преследующего его монстра.
Игра получила смешанные отзывы критиков. Большинство хвалили её за интересную историю и воспроизведение атмосферы классических игр серии Clock Tower. К минусам же отнесли неудобное управление, а также общее визуальное и техническое исполнение игры.

## Игровой процесс
Игра использует систему point-and-click для управления, подобно ранним играм серии Clock Tower. Управление происходит за счет мыши: курсором игрок выбирает, куда переместить персонажа или с каким объектом взаимодействовать. Исследование лайнера заключается в поиске предметов, решении головоломок и поиске подсказок. Некоторые предметы нужно обследовать несколько раз, чтобы продвинуться дальше. Кроме предметов, персонаж также взаимодействует с другими пассажирами лайнера. Общение с выжившими является важным элементом игры. С их помощью можно получать новые подсказки, информацию, а также изменять сам сюжет, который имеет точки разветвления.

## Разработка
Руководитель проекта, Хифуми Коно, описал игру как духовного наследника Clock Tower. Коно сравнил главных героинь обеих игр, назвав героиню NightCry «более шумной и уверенной в себе», в отличие от более женственной героини Clock Tower. Также к проекту был привлечен известный кинорежиссёр Такаси Симидзу, создавший короткометражный ролик для продвижения игры.
Изначально проект был нацелен исключительно на мобильные платформы. Позже авторы запустили кампанию на платформе Kickstarter для сбора средств на более продвинутую версию игры для персональных компьютеров. Кампания прошла успешно и в марте 2016 года игра увидела свет. Тем не менее, версии для других платформ так и не были выпущены.